# Methanobrevibacter curvatus
A Methanobrevibacter curvatus egy metanogén archaea faj. Az archeák – ősbaktériumok – egysejtű, sejtmag nélküli prokarióta szervezetek. Először a Reticulitermes flavipes nevű termesz utóbeléből izolálták. Pálcika alakú, 0.34-1.6 µm méretű és poláris szálai vannak. Gram-pozitív, ellenáll a sejtlízisnek, a Methanobacteriaceae család többi fajához hasonlóan szűk tartományban hasznosítja a szubsztrátot. Az utóbél epitéliumán vagy annak közelében él, és társul a bélfalhoz kapcsolódó fonalas prokariótákkal. A bél bióta egyik domináns faja.